# NGC 2184
NGC 2184 – grupa gwiazd znajdująca się w gwiazdozbiorze Oriona, prawdopodobnie gromada otwarta. Odkrył ją John Herschel 19 lutego 1830 roku. Znajduje się w odległości ok. 2087 lat świetlnych od Słońca.